# Aranymellű pityer
Az aranymellű pityer (Anthus chloris) a madarak osztályának verébalakúak (Passeriformes)  rendjébe és a billegetőfélék (Motacillidae) családjába tartozó faj.

## Rendszerezés
Besorolása vitatott, egyes rendszerezők a Hemimacronyx nembe sorolják Hemimacronyx chloris néven.

## Előfordulása
Dél-Afrika keleti részén, Lesotho és a Dél-afrikai Köztársaság területén honos.

## Megjelenése
Testhossza 16-18 centiméter.